# Quận Letcher, Kentucky
Quận Letcher là một quận thuộc tiểu bang Kentucky, Hoa Kỳ.
Quận này được đặt tên theo Robert P. Letcher, thống đốc Kentucky (1840–1844). Theo điều tra dân số của Cục điều tra dân số Hoa Kỳ năm 2000, quận có dân số 25.277 người. Quận lỵ đóng ở.

## Địa lý
Theo Cục điều tra dân số Hoa Kỳ, quận có diện tích km2, trong đó có km2 là diện tích mặt nước.

## Thông tin nhân khẩu
Theo điều tra dân số2 năm 2000, quận này đã có dân số 25.277 người, 10.085 hộ gia đình, và 7.462 gia đình sống trong quận hạt. Mật độ dân số là 75 trên một dặm vuông (29 / km2). Có 11.405 đơn vị nhà ở mật độ trung bình của 34 trên một dặm vuông (13 / km2). Về cơ cấu chủng tộc, quận này có tỷ lệ dân như sau: 98,71% người da trắng, 0,51% da đen hay Mỹ gốc Phi, 0,10% người Mỹ bản xứ, 0,28% châu Á, Thái Bình Dương 0,02%, 0,03% từ các chủng tộc khác, và 0,35% từ hai hoặc nhiều chủng tộc. 0,44% dân số là người Hispanic hay Latino thuộc một chủng tộc nào.
Có 10.085 hộ, trong đó 32,30% có trẻ em dưới 18 tuổi sống chung với họ, 58,40% là đôi vợ chồng sống với nhau, 11,50% có nữ hộ và không có chồng, và 26,00% là không lập gia đình. 24,10% hộ gia đình đã được tạo ra từ các cá nhân và 10,10% có người sống một mình 65 tuổi hoặc lớn tuổi hơn. Cỡ hộ trung bình là 2,48 và cỡ gia đình trung bình là 2,94.
Sự phân bố tuổi là 23,70% dưới độ tuổi 18,% 9,20 18-24, 28,70% 25-44, 25,80% từ 45 đến 64, và 12,60% từ 65 tuổi trở lên người. Độ tuổi trung bình là 38 năm. Đối với mỗi 100 nữ có 95,80 nam giới. Đối với mỗi 100 nữ 18 tuổi trở lên, đã có 92,10 nam giới.
Thu nhập trung bình cho một hộ gia đình trong quận đã được USD 21.110, và thu nhập trung bình cho một gia đình là USD 24.869. Phái nam có thu nhập trung bình USD 30.488 so với 17.902 USD của phái nữ. Thu nhập bình quân đầu người của dân cư quận này là 11.984 USD. Có 23,70% gia đình và 27,10% dân số sống dưới mức nghèo khổ, bao gồm 35,90% những người dưới 18 tuổi và 21,20% của những người 65 tuổi hoặc hơn.